# Italië op de Olympische Zomerspelen 2016
Italië nam deel aan de Olympische Zomerspelen 2016 in Rio de Janeiro, Brazilië. De selectie bestond uit 308 atleten, actief in 24 verschillende sporten; daarmee had Italië een van de grootste olympische equipes van deze Spelen. Zwemster en oud-olympisch kampioene Federica Pellegrini droeg de Italiaanse vlag tijdens de openingsceremonie.
Voor de derde maal op rij won Italië achtmaal olympisch goud, en voor de derde maal op rij eindigde het land op de negende plaats van de medaillespiegel. De helft van de gouden medailles werd gewonnen in de schietsport; bij deze Spelen was Italië het meest succesvolle land in de schietsport. In zowel het schermen als het zwemmen wonnen de Italianen vier medailles. De ploeg won drie medailles in teamsporten: zilver en brons bij het waterpolo en zilver in het zaalvolleybaltoernooi van de mannen. De volleyballers verloren in de olympische finale van gastland Brazilië.

## Medailleoverzicht
| Sport          | Olympiër(s) | Onderdeel                                   | Medaille |
| -------------- | --- | ------------------------------------------- | -------- |
| Judo           | Fabio Basile | –66 kg (m)                                  | Goud     |
| Schermen       | Daniele Garozzo | floret (m)                                  | Goud     |
| Schietsport    | Diana Bacosi | skeet (v)                                   | Goud     |
| Schietsport    | Niccolò Campriani | 10 m luchtgeweer (m)                        | Goud     |
| Schietsport    | Niccolò Campriani | 50 m kleinkaliber geweer drie houdingen (m) | Goud     |
| Schietsport    | Gabriele Rossetti | skeet (m)                                   | Goud     |
| Wielersport    | Elia Viviani | omnium (m)                                  | Goud     |
| Zwemmen        | Gregorio Paltrinieri | 1500 m vrije slag (m)                       | Goud     |
|                | |                                             |          |
| Judo           | Odette Giuffrida | –52 kg (v)                                  | Zilver   |
| Schermen       | Elisa Di Francisca | floret (v)                                  | Zilver   |
| Schermen       | Rossella Fiamingo | degen (v)                                   | Zilver   |
| Schermen       | Marco Fichera Enrico Garozzo Paolo Pizzo Andrea Santarelli | degen team (m)                              | Zilver   |
| Schietsport    | Chiara Cainero | skeet (v)                                   | Zilver   |
| Schietsport    | Marco Innocenti | dubbeltrap (m)                              | Zilver   |
| Schietsport    | Giovanni Pellielo | trap (m)                                    | Zilver   |
| Schoonspringen | Tania Cagnotto Francesca Dallapé | 3 meterplank synchroon (v)                  | Zilver   |
| Volleybal      | Italiaanse volleybalploeg Oleg Antonov Emanuele Birarelli Simone Buti Massimo Colaci Simone Giannelli Osmany Juantorena Filippo Lanza Matteo Piano Salvatore Rossini Pasquale Sottile Luca Vettori Ivan Zajtsev                                         | zaal (m)                                    | Zilver   |
| Volleybal      | Daniele Lupo VS Paolo Nicolai | beach (m)                                   | Zilver   |
| Waterpolo      | Italiaanse waterpoloploeg Giulia Gorlero Chiara Tabani Arianna Garibotti Elisa Queirolo Federica Radicchi Rosaria Aiello Tania Di Mario Roberta Bianconi Giulia Enrica Emmolo Francesca Pomeri Aleksandra Cotti Teresa Frassinetti Laura Teani          | vrouwen                                     | Zilver   |
| Zwemmen        | Rachele Bruni | 10 km open water (v)                        | Zilver   |
|                | |                                             |          |
| Roeien         | Giovanni Abagnale Marco di Costanzo | twee-zonder (m)                             | Brons    |
| Roeien         | Matteo Castaldo Matteo Lodo Domenico Montrone Giuseppe Vicino | vier-zonder (m)                             | Brons    |
| Schoonspringen | Tania Cagnotto | 3 meterplank (v)                            | Brons    |
| Waterpolo      | Italiaanse waterpoloploeg Stefano Tempesti Marco Del Lungo Nicholas Presciutti Alessandro Velotto Niccolò Gitto Pietro Figlioli Andrea Fondelli Francesco Di Fulvio Valentino Gallo Alessandro Nora Christian Presciutti Matteo Aicardi Michael Bodegas | mannen                                      | Brons    |
| Wielersport    | Elisa Longo Borghini | weg (v)                                     | Brons    |
| Worstelen      | Frank Chamizo | –65 kg vrije stijl (m)                      | Brons    |
| Zwemmen        | Gabriele Detti | 400 m vrije slag (m)                        | Brons    |
| Zwemmen        | Gabriele Detti | 1500 m vrije slag (m)                       | Brons    |

## Deelnemers
(m) = mannen, (v) = vrouwen, (g) = gemengd

### Atletiek
| Olympiër | Discipline               | Resultaat | Prestatie                                                                |
| --- | ------------------------ | --------- | ------------------------------------------------------------------------ |
| Eseosa Desalu                                                                                                | 200m (m)                 | 49e       | serie 4: 5de in 20,65                                                    |
| Matteo Galvan                                                                                                | 200m (m)                 | 24e       | serie 5: 2de in 20,58 halve finale 3: 8ste in 20,88                      |
| Davide Manenti                                                                                               | 200m (m)                 | 34e       | serie 7: 4de in 20,51                                                    |
| Matteo Galvan                                                                                                | 400m (m)                 | 34e       | serie 2: 4de in 46,07                                                    |
| Giordano Benedetti                                                                                           | 800m (m)                 | 20e       | serie 5: 3de in 1.49,40 halve finale 3: 6de in 1.46,41                   |
| Abdoullah Bamoussa                                                                                           | 3000m steeplechase m (m) | 34e       | serie 2: 12de in 8.42,81                                                 |
| Yuri Floriani                                                                                                | 3000m steeplechase m (m) | 32e       | serie 1: 10de in 8.40,80                                                 |
| Stefano La Rosa                                                                                              | marathon (m)             | 57e       | 2:18.57                                                                  |
| Daniele Meucci                                                                                               | marathon (m)             | DNF       | DNF                                                                      |
| Ruggero Pertile                                                                                              | marathon (m)             | 38e       | 2:17.30                                                                  |
| Matteo Giupponi                                                                                              | 20km snelwandelen (m)    | 8e        | 1:20.27                                                                  |
| Teodorico Caporaso                                                                                           | 50km snelwandelen (m)    | DSQ       | DSQ                                                                      |
| Marco De Luca                                                                                                | 50km snelwandelen (m)    | 21e       | 3:54.40                                                                  |
| Matteo Giupponi                                                                                              | 50km snelwandelen (m)    | DNF       | DNF                                                                      |
| Fabrizio Donato                                                                                              | hink-stap-springen (m)   | 17e       | kwalificatie groep A:9de met 16,54m                                      |
| Silvano Chesani                                                                                              | hoogspringen (m)         | 33e       | kwalificatie groep A: 16e mt 2,22m                                       |
| Marco Lingua                                                                                                 | kogelslingeren (m)       | NM        | kwalificatie groep A: geen geldige poging                                |
| |                          |           |                                                                          |
| Gloria Hooper                                                                                                | 200m (v)                 | 33e       | serie 2:6de in 23,05                                                     |
| Maria Benedicta Chigbolu                                                                                     | 400 m (v)                | 26e       | serie 4: 3de in 52,06                                                    |
| Libania Grenot                                                                                               | 400 m (v)                | 8e        | serie 6: 2de in 51,17 halve finale 3: 3de in 50,60 finale: 8ste in 51,25 |
| Yusneysi Santiusti                                                                                           | 800m (v)                 | 18e       | serie 6: 2de in 2.00,45 halve finale 1: 7de in 2.00,80                   |
| Margherita Magnani                                                                                           | 1500m (v)                | 21e       | serie 3: 11de in 4.09,74                                                 |
| Veronica Inglese                                                                                             | 10000m (v)               | 30e       | 32.11,67                                                                 |
| Marzia Caravelli                                                                                             | 400m horden (v)          | 37e       | serie 6: 6de in 57,77                                                    |
| Ayomide Folorunso                                                                                            | 400m horden (v)          | 19e       | serie 1: 3de in 55,78 halve finale 1: 7de in 56,37                       |
| Yadisleidy Pedroso                                                                                           | 400m horden (v)          | 12e       | serie 4: 4de in 55,91 halve finale 2: 5de in 55,78                       |
| Chiara Bazzoni Elena Maria Bonfanti Maria Benedicta Chigbolu Libania Grenot Marta Milani Maria Enrica Spacca | 4x400 m (v)              | 6e        | serie 2: 4de in 3.25,16 finale: 6de in 3.27,05                           |
| Catherine Bertone                                                                                            | marathon (v)             | 25e       | 2:33.29                                                                  |
| Anna Incerti                                                                                                 | marathon (v)             | DNF       | DNF                                                                      |
| Valeria Straneo                                                                                              | marathon (v)             | 13e       | 2:29.44                                                                  |
| Eleonora Giorgi                                                                                              | 20 km snelwandelen (v)   | DSQ       | DSQ                                                                      |
| Antonella Palmisano                                                                                          | 20 km snelwandelen (v)   | 4e        | 1:29.03                                                                  |
| Elisa Rigaudo                                                                                                | 20 km snelwandelen (v)   | 11e       | 1:31.04                                                                  |
| Dariya Derkach                                                                                               | hink-stap-springen (v)   | 28e       | kwalificatie groep B: 14de met 13,56m                                    |
| Desirée Rossit                                                                                               | hoogspringen (v)         | 16e       | kwalificatie groep A: 7de met 1,94m finale: 16de met 1,88m               |
| Alessia Trost                                                                                                | hoogspringen (v)         | 5e        | kwalificatie groep B: 6de met 1,94m finale: 5de met 1,93m                |
| Sonia Malavisi                                                                                               | polsstokhoogspringen (v) | 21e       | kwalificatie groep B: 10de met 4,45m                                     |

### Badminton
| Olympiër          | Discipline    | Resultaat | Prestatie                                                                         |
| ----------------- | ------------- | --------- | --------------------------------------------------------------------------------- |
| Jeanine Cicognini | enkelspel (v) | 33e       | groep I: 3de V van KOR Bae: 0-2 (11–21, 8–21) V van TUR Bayrak: 0-2 (14–21, 9–21) |

### Boksen
| Olympiër              | Discipline | Resultaat | Prestatie                                                                                   |
| --------------------- | ---------- | --------- | ------------------------------------------------------------------------------------------- |
| Manuel Cappai         | –49kg (m)  | 17e       | 1ste ronde: V van USA Hernandez: 0–3                                                        |
| Carmine Tommasone     | –52kg (m)  | 9e        | 1ste ronde: W van MEX Delgado: 3–0 2de ronde: V van CUB Álvarez: 0–3                        |
| Vincenzo Mangiacapre  | –64kg (m)  | 9e        | 1ste ronde: W van MEX Romero: 2–1 2de ronde: V van VEN Maestre: (w/o)                       |
| Valentino Manfredonia | –81kg (m)  | 17e       | 1ste ronde: V van BLR Dauhaliavets: 1–2                                                     |
| Clemente Russo        | –91kg (m)  | 5e        | 1ste ronde: vrij 2de ronde: W van TUN Chaktami: 3–0 kwartfinale: V van RUS Tisjtsjenko: 0–3 |
| Guido Vianello        | +91kg (m)  | 9e        | 1ste ronde: vrij 2de ronde: V van CUB Pero: 0–3                                             |
|                       |            |           |                                                                                             |
| Irma Testa            | –60 kg (v) | 5e        | 1ste ronde: W van AUS Watts: 2–1 kwartfinale: V van FRA Mossely: 0–3                        |

### Boogschieten
| Olympiër                                        | Discipline      | Resultaat | Prestatie |
| ----------------------------------------------- | --------------- | --------- | --- |
| Marco Galiazzo                                  | individueel (m) | 33e       | plaatsingsronde: 47ste met 651 punten 1ste ronde: V van CAN Duenas: 5–6 |
| Mauro Nespoli                                   | individueel (m) | 5e        | plaatsingsronde: 16de met 671 punten 1ste ronde: W van INA Wijaya: 7–3 2de ronde: W van KAZ Duzelbayev: 6–0 3de ronde: W van INA Agatha: 6–0 kwartfinale: V van FRA Valladont: 5–6 |
| David Pasqualucci                               | individueel (m) | 17e       | plaatsingsronde: 3de met 685 punten 1ste ronde: W van MAW David: 6–0 2de ronde: V van ESP Fernández: 2–6                                                                           |
| Marco Galiazzo Mauro Nespoli David Pasqualucci  | team (m)        | 5e        | plaatsingsronde: 3de met 2007 punten kwartfinale: V van China: 0–6 |
|                                                 |                 |           | |
| Lucilla Boari                                   | individueel (v) | 33e       | plaatsingsronde: 7de met 651 punten 1ste ronde: V van AUS Ingley: 1–7 |
| Claudia Mandia                                  | individueel (v) | 33e       | plaatsingsronde: 46ste met 612 punten (46e) 1ste ronde: V van USA Brown: 4–6 |
| Guendalina Sartori                              | individueel (v) | 17e       | plaatsingsronde: 13de met 648 punten (13e) 1ste ronde: W van COL Aguirre: 6–0 2de ronde: V van IND Kumari: 2–6                                                                     |
| Lucilla Boari Claudia Mandia Guendalina Sartori | team (v)        | 4e        | plaatsingsronde: 6de met 1911 punten (6e) 1ste ronde: W van Brazilië: 6-0 kwartfinale: W van China: 5–3 halve finale: V van Rusland: 3–5 bronzen finale: V van Chinees Taipei: 3–5 |

### Gewichtheffen
| Olympiër          | Discipline | Resultaat | Prestatie                                                      |
| ----------------- | ---------- | --------- | -------------------------------------------------------------- |
| Mirco Scarantino  | –56kg (m)  | 7e        | trekken: 10de met 115 kg stoten: 5de met 149 kg totaal: 264 kg |
|                   |            |           |                                                                |
| Giorgia Bordignon | –63kg (v)  | 6e        | trekken: 8ste met 98 kg stoten: 6de met 119 kg totaal: 217 kg  |

### Golf
| Olympiër         | Discipline | Resultaat | Prestatie                    |
| ---------------- | ---------- | --------- | ---------------------------- |
| Nino Bertasio    | mannen     | 30e       | totaal: 283 punten (par –1)  |
| Matteo Manassero | mannen     | 27e       | totaal: 282 punten (par –2)  |
|                  |            |           |                              |
| Giulia Molinaro  | vrouwen    | 53e       | totaal: 300 punten (par +16) |
| Giulia Sergas    | vrouwen    | 55e       | totaal: 302 punten (par +18) |

### Gymnastiek
| Olympiër                                                                       | Discipline               | Resultaat | Prestatie |
| Ritmisch                                                                       | Ritmisch                 | Ritmisch  | Ritmisch |
| ------------------------------------------------------------------------------ | ------------------------ | --------- | --- |
| Veronica Bertolini                                                             | ritmisch individueel (v) | 19e       | kwalificatie: hoepel: 17,516 bal: 16,550 knotsen: 17,541 linten: 16,400 totaal: 68,007 punten                                                                                              |
| Martina Centofanti Sofia Lodi Alessia Maurelli Marta Pagnini Camilla Patriarca | ritmisch team (v)        | 4e        | kwalificatie: 4de 5 linten: 17,516 3 knotsen, 2 hoepels: 17,833 totaal: 35,349 punten finale: 5 linten: 17,516 3 knotsen, 2 hoepels: 18,033 totaal: 35,549 punten                          |
| Turnen                                                                         |                          |           | |
| Ludovico Edalli                                                                | meerkamp individueel (m) | 44e       | kwalificatie: vloer: 12,433 voltige: 13,333 ringen: 13,666 sprong: 13,933 brug: 14,400 rekstok: 14,033 totaal: 81,798 punten                                                               |
|                                                                                |                          |           | |
| Erika Fasana Carlotta Ferlito Vanessa Ferrari Elisa Meneghini Martina Rizzelli | meerkamp team (v)        | 10e       | kwalificatie: sprong: 43,366 brug: 42,266 balk: 40,332 vloer: 43,432 totaal: 169,396 punten                                                                                                |
| Erika Fasana                                                                   | brug ongelijk (v)        | 37e       | kwalificatie: 37ste met 14,200 punten |
| Erika Fasana                                                                   | balk (v)                 | 63e       | kwalificaties: 63ste met 12,933 punten |
| Erika Fasana                                                                   | vloer (v)                | 6e        | kwalificatie: 10de met 14,333 punten finale: 6de met 14,533 punten |
| Carlotta Ferlito                                                               | meerkamp individueel (v) | 12e       | kwalificatie: 27ste sprong: 14,300 brug: 14,033 balk: 13,233 vloer: 14,033 totaal: 55,599 punten finale: 12de sprong: 14,733 brug: 14,100 balk: 14,000 vloer: 14,125 totaal: 56,958 punten |
| Vanessa Ferrari                                                                | meerkamp individueel (v) | 16e       | kwalificatie: 29ste sprong: 14,533 brug: 13,866 balk: 12,000 vloer: 14,866 totaal: 55,265 punten finale: sprong: 14,633 brug: 14,033 balk: 13,800 vloer: 14,075 totaal: 56,541 punten      |
| Vanessa Ferrari                                                                | vloer (v)                | 4e        | kwalificatie: 3de met 14,866 punten finale: 4de met 14,766 punten |
| Elisa Meneghini                                                                | balk (v)                 | 23e       | kwalificatie: 23ste met 14,166 punten |
| Elisa Meneghini                                                                | vloer (v)                | 13e       | kwalificatie: 13de met 14,233 punten |
| Martina Rizzelli                                                               | brug ongelijk (v)        | 43e       | kwalificatie: 43ste met 14,033 punten |

### Judo
| Olympiër          | Discipline | Resultaat | Prestatie |
| ----------------- | ---------- | --------- | --- |
| Elios Manzi       | –60kg (m)  | 17e       | 1ste ronde: vrij 2de ronde: V van KOR Kim: yuko |
| Fabio Basile      | –66kg (m)  | Goud      | 1ste ronde: vrij 2de ronde: W van GER Seidl: ippon 3de ronde: W van AZE Sjichalizada: ippon kwartfinale: W van MGL Davaadordzj: ippon halve finale: W van SLO Gomboč: shido finale: W van KOR An: ippon                                  |
| Matteo Marconcini | –81kg (m)  | 5e        | 1ste ronde: W van PHI Nakano: ippon 2de ronde: W van BEL Bottieau: shido 3de ronde: W van MDA Duminică: ippon kwartfinale: V van GEO Tsjrikisjvili: waza-ari herkansingen: W van BUL Ivanov: ippon bronzen finale: V van UAE Toma: ippon |
|                   |            |           | |
| Valentina Moscatt | –48kg (v)  | 17e       | 1ste ronde: V van VIE Văn: shido |
| Odette Giuffrida  | –52kg (v)  | Zilver    | 1ste ronde: vrij 2de ronde: W van GER Kräh: yuko kwartfinale: W van ROU Chitu: yuko halve finale: W van CHN Ma: shido finale: V van KOS Kelmendi: yuko                                                                                   |
| Edwige Gwend      | –63kg (v)  | 9e        | 1ste ronde: W van SWE Hermansson: ippon 2de ronde: V van SLO Trstenjak: shido |

### Kanovaren
| Olympiër                                                        | Discipline     | Resultaat | Prestatie                                                                               |
| Slalom                                                          | Slalom         | Slalom    | Slalom                                                                                  |
| --------------------------------------------------------------- | -------------- | --------- | --------------------------------------------------------------------------------------- |
| Giovanni De Gennaro                                             | K-1 (m)        | 7e        | voorronde: 1ste in 86,85 halve finale: 9de in 95,59 finale: 7de in 91,77                |
|                                                                 |                |           |                                                                                         |
| Stefanie Horn                                                   | K-1 (v)        | 8e        | voorronde: 1ste in 99,07 halve finale: 8ste in 108,30 finale: 8ste in 107,22            |
| Vlakwater                                                       |                |           |                                                                                         |
| Carlo Tacchini                                                  | C-1 200 m (m)  | 15e       | serie 4: 3de in 41,368 halve finale 2 4de in 41,468 finale B: 7de in 40,733             |
| Carlo Tacchini                                                  | C-1 1000 m (m) | 8e        | serie 2: 4de in 4.04,697 (4e) halve finale 2: 2de in 4.02,461 finale: 8ste in 4.15,368  |
| Manfredi Rizza                                                  | K-1 200 m (m)  | 6e        | serie 1: 2de in 34,726 halve finale 2: 3de in 34,686 finale: 5de in 36,000              |
| Alberto Ricchetti                                               | K-1 1000 m (m) | 17e       | serie 2: 6de in 3.37,610                                                                |
| Mauro Crenna Alberto Ricchetti                                  | K-2 200m (m)   | 13e       | serie 2: 7de in 34,000 halve finale 2: 5de in 34,318 finale B: 5de in 35,516            |
| Giulio Dressino Nicola Ripamonti                                | K-2 1000m (m)  | 6e        | serie 2: 5de in 3.30,429 halve finale 1: 2de in 3.17,942 finale: 6de in 3.14,883        |
| Mauro Crenna Giulio Dressino Alberto Ricchetti Nicola Ripamonti | K-4 1000m (m)  | 14e       | serie 2: 7de in 3.10,266 halve finale 2: 5de in 3.03,868 (5e) finale B: 6de in 3.14,399 |

### Moderne vijfkamp
| Olympiër          | Discipline | Resultaat | Prestatie |
| ----------------- | ---------- | --------- | --- |
| Riccardo De Luca  | mannen     | 5e        | zwemmen: 2:09.36 (34e, 312 punten) schermen: 20 W, 15 V (9e, 222 punten) paardrijden: geen strafpunten (6e, 300 punten) gecombineerd: 11:07.23 (6e, 633 punten) totaal: 1467 punten  |
| Pierpaolo Petroni | mannen     | 24e       | zwemmen: 2:05.51 (21e, 324 punten) schermen: 13 W, 22 V (31e, 179 punten) paardrijden: 7 strafpunten (7e, 293 punten) gecombineerd: 11:39.60 (23e, 601 punten) totaal: 1397 punten   |
|                   |            |           | |
| Claudia Cesarini  | vrouwen    | 24e       | zwemmen: 2:20.85 (27e, 278 punten) schermen: 17 W, 18 V (16e, 205 punten) paardrijden: 39 strafpunten (27e, 261 punten) gecombineerd: 13:04.34 (21e, 516 punten) totaal: 1260 punten |
| Alice Sotero      | vrouwen    | 8e        | zwemmen: 2:12.63 (8e, 303 punten) schermen: 20 W, 15 V (9e, 221 punten) paardrijden: 21 strafpunten (23e, 279 punten) gecombineerd: 13:00.47 (183, 520 punten) totaal: 1323 punten   |

### Paardensport
| Olympiër                                                   | Discipline  | Resultaat | Prestatie |
| Dressuur                                                   | Dressuur    | Dressuur  | Dressuur |
| ---------------------------------------------------------- | ----------- | --------- | --- |
| Valentina Truppa op Chablis                                | individueel | 52e       | Grand Prix: 52ste met 65,971 |
| Eventing                                                   |             |           | |
| Stefano Brecciaroli op Apollo vd Wendi Kurt                | individueel | EL        | dressuur: 41,90 strafpunten (10e) crosscountry: uitgeschakeld |
| Luca Roman op Castlewoods Jake                             | individueel | 40e       | dressuur: 50,80 strafpunten (46e) crosscountry: 71,60 strafpunten (40e) springconcours 1: 16,00 strafpunten (40e)                                                                    |
| Pietro Roman op Barraduff                                  | individueel | 23e       | dressuur: 48,20 strafpunten (38e) crosscountry: 20,00 strafpunten (23e) springconcours 1: 14,00 strafpunten (24e) springconcours 2: 4,00 strafpunten (23e) totaal: 86,20 strafpunten |
| Arianna Schivo op Quefira de L'Ormeau                      | individueel | 34e       | dressuur: 55,00 strafpunten (54e) crosscountry: 50,40 strafpunten (36e) springconcours 1: 4,00 strafpunten (34e)                                                                     |
| Stefano Brecciaroli Luca Roman Pietro Roman Arianna Schivo | team        | 9e        | dressuur: 140,90 strafpunten (8e) crosscountry: 142,00 (8e) springconcours 1: 34,00 strafpunten (9e) totaal: 330,00 strafpunten                                                      |
| Springconcours                                             |             |           | |
| Emanuele Gaudiano op Caspar 232                            | individueel | 67e       | kwalificatie: 67ste met 27 strafpunten |

### Roeien
| Olympiër | Discipline             | Resultaat | Prestatie |
| --- | ---------------------- | --------- | --- |
| Marcello Miani Andrea Micheletti | lichte dubbel-twee (m) | 8e        | serie 1: 2de in 6.24,10 (2e) halve finale 2: 4de in 6.40,45 finale B 2de in 6.29,52                              |
| Romano Battisti Francesco Fossi | dubbel-twee (m)        | 4e        | serie 1: 3de in 6.42,33 halve finale 2: 2de in 6.15,24 (2e) finale: 4de in 6.57,10                               |
| Giovanni Abagnale Marco di Costanzo | twee-zonder (m)        | Brons     | serie 3: 2de in 6.46,04 halve finale 1 1ste in 6.24,96 finale: 3de in 7.04,52                                    |
| Martino Goretti Livio La Padula Stefano Oppo Pietro Ruta                                                                                          | lichte vier-zonder (m) | 4e        | serie 1: 1ste in 6.03,26 halve finale 1: 1ste in 6.06,56 finale: 4de in 6.25,52                                  |
| Matteo Castaldo Matteo Lodo Domenico Montrone Giuseppe Vicino                                                                                     | vier-zonder (m)        | Brons     | serie 2: 1ste in 5.56,01 halve finale 1: 3de in 6.16,54 finale: 3de in 6.03,85                                   |
| Luca Agamennoni Vincenzo Capelli Pierpaolo Frattini Fabio Infimo Emanuele Liuzzi Mario Paonessa Matteo Stefanini Simone Venier Enrico D’Aniello S | acht (m)               | 7e        | serie 1: 4de in 5.52,83 herkansingen: 5de in 6.05,12                                                             |
| |                        |           | |
| Laura Milani Valentina Rodini | lichte dubbel-twee (v) | 13e       | serie 1: 4de in 7.09,12 herkansingen: 3de in 8.03,03 halve finale C/D: 1ste in 8.11,21 finale C: 1ste in 7.36,64 |
| Sara Bertolasi Alessandra Patelli | twee-zonder (v)        | 11e       | serie 3: 4de in 7.13,06 herkansingen: 2de in 7.58,89 halve finale 1: 6de in 7.45,44 finale B: 5de in 7.24,51     |

### Schermen
| Olympiër                                                     | Discipline      | Resultaat | Prestatie |
| ------------------------------------------------------------ | --------------- | --------- | --- |
| Marco Fichera                                                | degen (m)       | 17e       | 1ste ronde: vrij 2de ronde: V van JPN Minobe: 8–15 |
| Enrico Garozzo                                               | degen (m)       | 9e        | 1ste ronde: vrij 2de ronde: W van KOR Jung: 15-11 3de ronde: V van KOR Park: 12–15 |
| Paolo Pizzo                                                  | degen (m)       | 17e       | 1ste ronde: vrij 2de ronde: V van SUI Heinzer: 11–15 |
| Marco Fichera Enrico Garozzo Paolo Pizzo Andrea Santarelli   | degen team (m)  | Zilver    | 1ste ronde: vrij 2de ronde: W van Zwitserland: 45–32 halve finale: W van Oekraïne: 45–33 finale: V van Frankrijk: 31–45                                                                             |
| Giorgio Avola                                                | floret (m)      | 5e        | 1ste ronde: vrij 2de ronde: W van MEX Gomez: 15–5 3de ronde: W van GER Joppich: 15–13 kwartfinale: V van USA Massialas: 14–15                                                                       |
| Andrea Cassarà                                               | floret (m)      | 9e        | 1ste ronde: vrij 2de ronde: W van FRA Cadot: 15–14 3de ronde: V van GBR Kruse: 12–15 |
| Daniele Garozzo                                              | floret (m)      | Goud      | 1ste ronde: vrij 2de ronde: W van EGY Ayad: 15–8 3de ronde: W van EGY Abouelkassem: 15–13 kwartfinale: W van BRA Toldo: 15–8 halve finale: W van RUS Safin: 15–8 finale: W van USA Massialas: 15–11 |
| Giorgio Avola Andrea Cassarà Daniele Garozzo Andrea Baldini  | floret team (m) | 4e        | 1ste ronde: W van Brazilië: 45–27 halve finale: V van Frankrijk: 30–45 bronzen finale: V van Verenigde Staten: 31–45                                                                                |
| Aldo Montano                                                 | sabel (m)       | 9e        | 1ste ronde: W van TUN Ferjani: 15–11 2de ronde: V van RUS Kovaljov: 13-15 |
| Diego Occhiuzzi                                              | sabel (m)       | 17e       | 1ste ronde: V van VIE Vũ: 12–15 |
|                                                              |                 |           | |
| Rossella Fiamingo                                            | degen (v)       | Zilver    | 1ste ronde: vrij 2de ronde: W van CAN MacKinnon: 15–8 3de ronde: W van HKG Wai: 15–11 kwartfinale: W van KOR Choi: 15–8 halve finale: W van CHN Sun: 12–11 finale: V van HUN Szász: 13–15           |
| Elisa Di Francisca                                           | floret (v)      | Zilver    | 1ste ronde: vrij 2de ronde: W van HKG Lin: 15–8 3de ronde: W van Łyczbińska: 15–6 kwartfinale: W van CHN Liu: 15–10 halve finale: W van TUN Boubakri: 12–9 finale: V van RUS Deriglazova: 11–12     |
| Arianna Errigo                                               | floret (v)      | 9e        | 1ste ronde: vrij 2de ronde: W van VIE Đỗ: 15–9 3de ronde: V van CAN Harvey: 11–15 |
| Rossella Gregorio                                            | sabel (v)       | 17e       | 1ste ronde: vrij 2de ronde: V van UKR Komasktsjoek: 14–15 |
| Loretta Gulotta                                              | sabel (v)       | 5e        | 1ste ronde: vrij 2de ronde: W van POL Socha: 15–10 3de ronde: W van KOR Kim: 15–13 kwartfinale: V van UKR Charlan: 4–15                                                                             |
| Irene Vecchi                                                 | sabel (v)       | 17e       | 1ste ronde: vrij 2de ronde: V van FRA Lembach: 11–15 |
| Rossella Gregorio Loretta Gulotta Irene Vecchi Ilaria Bianco | sabel team (v)  | 4e        | 1ste ronde: W van Frankrijk: 45–36 halve finale: V van Oekraïne: 42–45 bronzen finale: V van Verenigde Staten: 30–45                                                                                |

### Schietsport
| Olympiër          | Discipline                 | Resultaat | Prestatie |
| ----------------- | -------------------------- | --------- | --- |
| Niccolò Campriani | 10m luchtgeweer (m)        | Goud      | kwalificatie: 1ste met 630,2 punten (104,1-105,2-104,5-105,4-105,8-105,2) finale:1ste met 206,1 punten                                  |
| Marco De Nicolo   | 10m luchtgeweer (m)        | 30e       | kwalificatie: 30ste met 620,5 punten (105,0-103,0-102,9-102,9-102,1-104,6)                                                              |
| Niccolò Campriani | 50m geweer 3 houdingen (m) | Goud      | kwalificatie: 8ste met 1174 punten (393-397-384) finale: 1ste met 458,8 punten                                                          |
| Marco De Nicolo   | 50m geweer 3 houdingen (m) | 27e       | kwalificatie: 27ste met 1168 punten (395-396-377)                                                                                       |
| Niccolò Campriani | 50m geweer liggend (m)     | 7e        | kwalificatie: 6de met 625,3 punten (103,7-103,8-104,3-103,9-104,2-105,4) finale: 7de met 102,8 punten                                   |
| Marco De Nicolo   | 50m geweer liggend (m)     | 6e        | kwalificatie: 5de met 626,0 punten (104,2-102,6-104,1-104,8-105,1-105,2) finale: 6de met 123,6 punten                                   |
| Giuseppe Giordano | 50 m pistool               | 26e       | kwalificatie: 26ste met 547 punten (93-89-91-91-90-93)                                                                                  |
| Riccardo Mazzetti | 25m snelvuurpistool (m)    | 6e        | kwalificatie: 4de met 586 punten (292-294) finale: 6de met 10 punten                                                                    |
| Giuseppe Giordano | 10m luchtpistool (m)       | 6e        | kwalificatie: 5de met 580 punten (97-95-98-95-98-97)                                                                                    |
| Luigi Lodde       | skeet (m)                  | 24e       | kwalificatie: 24ste met 116 punten (21-23-24-24-24)                                                                                     |
| Gabriele Rossetti | skeet (m)                  | Goud      | kwalificaties: 5de met 121 punten (24-25-22-25-25) halve finale: 1ste met 16 punten finale: W van SWE Svensson: 16–15                   |
| Massimo Fabbrizi  | trap (m)                   | 6e        | kwalificatie: 6de met 118 punten (25-25-25-21-22) halve finale: 6de met 11 punten                                                       |
| Giovanni Pellielo | trap (m)                   | Zilver    | kwalificatie: 1ste met 122 punten (24-25-24-24-25) halve finale: 2de met 14 punten finale: V van CRO Glasnović: 13–13, shoot-off: 3–4   |
| Antonino Barillà  | dubbeltrap (m)             | 16e       | kwalificatie:16de met 125 punten (25-25-25-27-23)                                                                                       |
| Marco Innocenti   | dubbeltrap (m)             | Zilver    | kwalificatie: 5de met 136 punten (28-28-30-26-24) halve finale: 2de mt 27 punten finale: V van Onafhankelijk deelnemer Aldeehani: 24–26 |
|                   |                            |           | |
| Petra Zublasing   | 10m luchtgeweer (v)        | 33e       | kwalificatie: 33ste met 411,6 punten (101,0-103,3-104,2-103,1)                                                                          |
| Petra Zublasing   | 50m 3 houdingen geweer (v) | 4e        | kwalificatie: 1ste met 589 punten (199-197-193) finale: 4de met 437,7 punten                                                            |
| Diana Bacosi      | skeet (v)                  | Goud      | kwalificatie: 3de met 72 punten (25-23-24) halve finale: 2de met 15 punten finale: W van ITA Cainero: 15–14                             |
| Chiara Cainero    | skeet (v)                  | Zilver    | kwalificatie: 4de met 70 punten (24-22-24) halve finale: 1ste met 16 punten finale: V van ITA Bacosi: 14–15                             |
| Jessica Rossi     | trap (v)                   | 6e        | kwalificatie: 2de met 69 punten (24-21-24) halve finale: 6de met 10 punten                                                              |

### Schoonspringen
| Olympiër                         | Discipline             | Resultaat | Prestatie                                                                                          |
| -------------------------------- | ---------------------- | --------- | -------------------------------------------------------------------------------------------------- |
| Michele Benedetti                | 3m plank (m)           | 13e       | voorronde: 17de met 390,85 punten halve finale: 13de met 387,30 punten                             |
| Andrea Chiarabini                | 3m plank (m)           | 28e       | voorronde: 28ste met 350,40 punten                                                                 |
| Maicol Verzotto                  | 10m toren (m)          | 27e       | voorronde: 27ste met 313,10 punten                                                                 |
| Andrea Chiarabini Giovanni Tocci | 3m plank synchroon (m) | 6e        | 395,19 punten                                                                                      |
|                                  |                        |           | |
| Tania Cagnotto                   | 3m plank (v)           | Brons     | voorronde: 4de met 347,30 punten halve finale: 7de met 324,40 punten finale: 3de met 372,80 punten |
| Maria Marconi                    | 3m plank (v)           | 19e       | voorronde: 19de met 292,95 punten                                                                  |
| Noemi Batki                      | 10m toren (v)          | 26e       | voorronde: 26ste met 256,90 punten                                                                 |
| Tania Cagnotto Francesca Dallapé | 3m plank synchroon (v) | Zilver    | 313,83 punten                                                                                      |

### Synchroonzwemmen
| Olympiër | Discipline | Resultaat | Prestatie |
| --- | ---------- | --------- | --- |
| Linda Cerruti Costanza Ferro | duet       | 6e        | kwalificatie: 6de technische routine: 90,4412 punten (6e) vrije routine: 91,1333 punten (6e) totaal: 181,5745 punten finale: technische routine: 90,4412 punten (6e) vrije routine: 92,3667 punten (6e) totaal: 182,8079 punten |
| Elisa Bozzo Beatrice Callegari Camilla Cattaneo Linda Cerruti Francesca Deidda Costanza Ferro Manila Flamini Mariangela Perrupato Sara Sgarzi | team       | 5e        | technische routine: 91,1142 punten (5e) vrije routine: 92,2667 punten (5e) totaal: 183,3809 punten |

### Tennis
| Olympiër                    | Discipline     | Resultaat    | Prestatie |
| --------------------------- | -------------- | ------------ | --- |
| Thomas Fabbiano             | enkelspel (m)  | 33e          | 1ste ronde: V van BRA Silva: 6–7, 1–6 |
| Fabio Fognini               | enkelspel (m)  | 9e           | 1ste ronde: W van DOM Burgos: 2–6, 7–6, 6–0 2de ronde: W van FRA Paire: 4–6, 6–4, 7–6 3de ronde: V van GBR Murray: 1–6, 6–2, 3–6                       |
| Paolo Lorenzi               | enkelspel (m)  | 17e          | 1ste ronde: W van TPE Lu: 3–6, 6–3, 6–4 2de ronde: V van ESP Agut: 6–7, 2–6                                                                            |
| Andreas Seppi               | enkelspel (m)  | 17e          | 1ste ronde: W van UKR Martsjenko: 6–3, 3–6, 7–6 2de ronde: V van ESP Nadal: 3–6, 3–6                                                                   |
| Fabio Fognini Andreas Seppi | dubbelspel (m) | 5e           | 1ste ronde: W van UKR Martsjenko/Moltsjanov: 6–4, 6–3 2de ronde: W van BRA Bellucci/Sá: 5–7, 7–5, 6-3 kwartfinale: V van CAN Nestor/Pospisil: 3–6, 1–6 |
|                             |                |              | |
| Sara Errani                 | enkelspel (v)  | 9e           | 1ste ronde: W van NED Bertens: 4–6, 6–4, 6–3 2de ronde: W van CZE Strýcová: 6–2, 6–2 3de ronde: V van RUS Kasatkina: 5–7, 2–6                          |
| Karin Knapp                 | enkelspel (v)  | 33e          | 1ste ronde: V van CZE Šafářová: 6–4, 1–6, 1–6 |
| Roberta Vinci               | enkelspel (v)  | eerste ronde | 1ste ronde: V van SVK Schmiedlová: 5–7, 4–6 |
| Sara Errani Roberta Vinci   | dubbelspel (v) | 5e           | 1ste ronde: W van GER Kerber/Petković: 6–2, 6–2 2de ronde: W van CHN Xu/Zheng: 6–2, 6–3 kwartfinale: V van CZE Šafářová/Strýcová: 6–4, 4–6, 4–6        |
|                             |                |              | |
| Roberta Vinci Fabio Fognini | dubbelspel (g) | 5e           | 1ste ronde: W van FRA Mladenovic/Herbert: 6–4, 3–6, 10–8 kwartfinale: V van USA Williams/Ram: 3–6, 5–7                                                 |

### Triatlon
| Olympiër           | Discipline | Resultaat | Prestatie |
| ------------------ | ---------- | --------- | --------- |
| Alessandro Fabian  | mannen     | 14e       | 1:47.35   |
| Davide Uccellari   | mannen     | 34e       | 1:51.06   |
|                    |            |           |           |
| Charlotte Bonin    | vrouwen    | 17e       | 2:00.48   |
| Annamaria Mazzetti | vrouwen    | 29e       | 2:01.53   |

### Volleybal

#### Beach
| Olympiër                        | Discipline | Resultaat | Prestatie |
| ------------------------------- | ---------- | --------- | --- |
| Adrian Carambula Alex Ranghieri | beach (m)  | 9e        | groep A: 1ste W van AUT Doppler/Horst: 2-0 (21–14, 21–13) W van CAN Binstock/Schachter: 2-1 (21–18, 14–21, 15–11) V van BRA Cerutti/Schmidt: 0-2 (19–21, 16–21) 2de ronde: V van ITA Lupo/Nicolai: 0-2 (12–21, 21–23) |
| Daniele Lupo Paolo Nicolai      | beach (m)  | Zilver    | groep C: 3de V van MEX Ontiveros/Virgen: 1-2 (21–14, 14–21, 11–15) W van TUN Naceur/Salah: 2-0 (21–17, 21–13) V van USA Dalhausser/Lucena: 1-2 (13–21, 21–17, 22–24) herkansing: W van POL Kantor/Łosiak: 2-1 (21–12, 15–21, 15–13) 2de ronde: W van ITA Carambula/Ranghieri: 2-0 (21–12, 23–21) kwartfinale: W van RUS Ljamin/Barsoek: 2-1 (21–18, 20–22, 15–11) halve finale: W van RUS Semjonov/Krasilnikov: 2-1 (15–21, 21–16, 15–13) finale: V van BRA Cerutti/Schmidt: 0-2 (19–21, 17–21) |
|                                 |            |           | |
| Marta Menegatti Laura Giombini  | beach (v)  | 9e        | groep D: 3de V van CAN Broder/Valjas: 1-2 (21–15, 18–21, 9–15) W van EGY El-Ghobashy/Meawad: 2-0 (21–10, 21–13) V van GER Ludwig/Walkenhorst: 1-2 (18–21, 21–18, 9–15) 2de ronde: V van USA Ross/Walsh Jennings: 0-2 (10–21, 16–21) |

#### Zaal
Mannen
| Olympiër | Discipline | Resultaat | Prestatie |
| --- | ---------- | --------- | --- |
| Daniele Sottile Luca Vettori Osmany Juantorena Simone Giannelli Salvatore Rossini Ivan Zajtsev Filippo Lanza Simone Buti Massimo Colaci L Matteo Piano Emanuele Birarelli A Oleg Antonov | zaal (m)   | Zilver    | groepsfase: 1ste W van Frankrijk: 3-0 (25-20, 25-20, 25-15) W van Verenigde Staten: 3-1 (28-26, 20-25, 25-23, 25-23) W van Mexico: 3-0 (25-17, 25-13, 25-17) W van Brazilië: 3-1 (23-25, 25-23, 25-22, 25-15) V van Canada: 1-3 (23-25, 17-25, 25-16, 21-25) kwartfinale: W van Iran: 3-0 (31-29, 25-19, 25-17) halve finale: W van Verenigde Staten: 3-2 (30-28, 26-28, 9-25, 25-22, 15-9) finale: V van Brazilië: 0-3 (22-25, 26-28, 24-26) |

| # | Ploeg            | Punten | Wedstrijden | Wedstrijden | Wedstrijden | Spelpunten | Spelpunten | Spelpunten | Sets | Sets | Sets  |
| # | Ploeg            | Punten | G           | W           | V           | W          | V          | Ratio      | W    | V    | Ratio |
| - | ---------------- | ------ | ----------- | ----------- | ----------- | ---------- | ---------- | ---------- | ---- | ---- | ----- |
| 1 | Italië           | 12     | 5           | 4           | 1           | 432        | 375        | 1,152      | 13   | 5    | 2,600 |
| 2 | Canada           | 9      | 5           | 3           | 2           | 378        | 378        | 1,000      | 10   | 7    | 1,428 |
| 3 | Verenigde Staten | 9      | 5           | 3           | 2           | 419        | 405        | 1,034      | 10   | 8    | 1,250 |
| 4 | Brazilië         | 9      | 5           | 3           | 2           | 467        | 442        | 1,056      | 11   | 9    | 1,222 |
| 5 | Frankrijk        | 6      | 5           | 2           | 3           | 386        | 367        | 1,051      | 8    | 9    | 0,888 |
| 6 | Mexico           | 0      | 5           | 0           | 5           | 283        | 398        | 0,711      | 1    | 15   | 0,066 |

| Ronde        | Datum       | Lokale tijd | MEZT           | Plaats         | Land   | Score            | Land             |
| ------------ | ----------- | ----------- | -------------- | -------------- | ------ | ---------------- | ---------------- |
| Groepsfase   |             |             |                |                |        |                  |                  |
| 7 augustus   | 09:30       | 14:30       | Rio de Janeiro | Italië         | 3−0    | Frankrijk        |                  |
| 9 augustus   | 15:00       | 20:00       | Rio de Janeiro | Italië         | 3−1    | Verenigde Staten |                  |
| 11 augustus  | 20:30       | 01:30       | Rio de Janeiro | Italië         | 3−0    | Mexico           |                  |
| 13 augustus  | 22:35       | 03:35       | Rio de Janeiro | Brazilië       | 1−3    | Italië           |                  |
| 15 augustus  | 20:30       | 01:30       | Rio de Janeiro | Italië         | 1−3    | Canada           |                  |
| Kwartfinale  | 17 augustus | 18:00       | 23:00          | Rio de Janeiro | Italië | 3−0              | Iran             |
| Halve finale | 19 augustus | 13:00       | 18:00          | Rio de Janeiro | Italië | 3−2              | Verenigde Staten |
| Finale       | 21 augustus | 13:15       | 18:15          | Rio de Janeiro | Italië | 0−3              | Brazilië         |

Vrouwen
| Olympiër | Discipline | Resultaat | Prestatie |
| --- | ---------- | --------- | --- |
| Serena Ortolani Alessia Orro Monica De Gennaro L Martina Guiggi Alessia Gennari Nadia Centoni Cristina Chirichella Eleonora Lo Bianco Antonella Del Core A Myriam Fatime Sylla Paola Ogechi Egonu Anna Danesi | zaal (v)   | 9e        | groep B: 5de V van Servië: 0-3 (25-27, 20-25, 23-25) V van China: 0-3 (21-25, 21-25, 16-25) V van Nederland: 0-3 (21-25, 20-25, 20-25) V van Verenigde Staten: 1-3 (22-25, 22-25, 25-23, 20-25) W van Puerto Rico: 3-0 (25-14, 25-13, 25-22) |

| # | Ploeg            | Punten | Wedstrijden | Wedstrijden | Wedstrijden | Spelpunten | Spelpunten | Spelpunten | Sets | Sets | Sets  |
| # | Ploeg            | Punten | G           | W           | V           | W          | V          | Ratio      | W    | V    | Ratio |
| - | ---------------- | ------ | ----------- | ----------- | ----------- | ---------- | ---------- | ---------- | ---- | ---- | ----- |
| 1 | Verenigde Staten | 14     | 5           | 5           | 0           | 470        | 400        | 1,175      | 15   | 5    | 3,000 |
| 2 | Nederland        | 11     | 5           | 4           | 1           | 455        | 425        | 1,070      | 14   | 7    | 2,000 |
| 3 | Servië           | 10     | 5           | 3           | 2           | 410        | 394        | 1,040      | 12   | 6    | 2,000 |
| 4 | China            | 7      | 5           | 2           | 3           | 398        | 389        | 1,023      | 9    | 9    | 1,000 |
| 5 | Italië           | 3      | 5           | 1           | 4           | 351        | 374        | 0,938      | 4    | 12   | 0,333 |
| 6 | Puerto Rico      | 0      | 5           | 0           | 5           | 277        | 379        | 0,730      | 0    | 15   | 0,000 |

| Datum       | Lokale tijd | MEZT  | Plaats         | Ronde      | Land             | Score | Land        |
| ----------- | ----------- | ----- | -------------- | ---------- | ---------------- | ----- | ----------- |
| 6 augustus  | 22:35       | 03:35 | Rio de Janeiro | groepsfase | Servië           | 3–0   | Italië      |
| 8 augustus  | 09:30       | 14:30 | Rio de Janeiro | groepsfase | China            | 3–0   | Italië      |
| 10 augustus | 11:35       | 16:35 | Rio de Janeiro | groepsfase | Italië           | 0–3   | Nederland   |
| 12 augustus | 15:00       | 20:00 | Rio de Janeiro | groepsfase | Verenigde Staten | 3–1   | Italië      |
| 14 augustus | 15:00       | 20:00 | Rio de Janeiro | groepsfase | Italië           | 3–0   | Puerto Rico |

### Waterpolo

#### Mannen
| Olympiër | Onderdeel | Resultaat | Prestatie |
| --- | --------- | --------- | --- |
| Stefano Tempesti A Marco Del Lungo Nicholas Presciutti Alessandro Velotto Niccolò Gitto Pietro Figlioli Andrea Fondelli Francesco Di Fulvio Valentino Gallo Alessandro Nora Christian Presciutti Matteo Aicardi Michaël Bodegas | mannen    | Brons     | groep B: 3de W van Spanje: 9-8 W van Frankrijk: 11-8 W van Montenegro: 6-5 V van Kroatië: 7-10 V van Verenigde Staten: 7-10 kwartfinale: W van Griekenland: 9-5 halve finale: V van Servië: 8-10 bronzen finale: W van Montenegro: 12-10 |

| Groep B |                  |             |             |             |            |            |            |            |        |
| #       | Land             | Wedstrijden | Wedstrijden | Wedstrijden | Doelpunten | Doelpunten | Doelpunten | Doelpunten | Punten |
| #       | Land             | G           | W           | G           | V          | V          | T          | Saldo      | Punten |
| 1       | Spanje           | 5           | 3           | 1           | 1          | 46         | 35         | +11        | 7      |
| 2       | Kroatië          | 5           | 3           | 0           | 2          | 37         | 37         | 0          | 6      |
| 3       | Italië           | 5           | 3           | 0           | 2          | 40         | 41         | –1         | 6      |
| 4       | Montenegro       | 5           | 2           | 1           | 2          | 36         | 32         | +4         | 5      |
| 5       | Verenigde Staten | 5           | 2           | 0           | 3          | 35         | 35         | 0          | 4      |
| 6       | Frankrijk        | 5           | 1           | 0           | 4          | 28         | 42         | –14        | 0      |

| Ronde          | Datum       | Lokale tijd | MEZT           | Plaats           | Land        | Score     | Land   |
| -------------- | ----------- | ----------- | -------------- | ---------------- | ----------- | --------- | ------ |
| Groepsfase     |             |             |                |                  |             |           |        |
| 6 augustus     | 11:40       | 16:40       | Rio de Janeiro | Spanje           | 8–9         | Italië    |        |
| 8 augustus     | 10:20       | 15:20       | Rio de Janeiro | Italië           | 11–8        | Frankrijk |        |
| 10 augustus    | 13:00       | 18:00       | Rio de Janeiro | Montenegro       | 5–6         | Italië    |        |
| 12 augustus    | 10:20       | 15:20       | Rio de Janeiro | Kroatië          | 10–7        | Italië    |        |
| 14 augustus    | 15:30       | 20:30       | Rio de Janeiro | Verenigde Staten | 10–7        | Kroatië   |        |
| Kwartfinale    | 16 augustus | 16:30       | 21:30          | Rio de Janeiro   | Griekenland | 5–9       | Italië |
| Halve finale   | 18 augustus | 16:30       | 21:30          | Rio de Janeiro   | Italië      | 8–10      | Servië |
| Bronzen finale | 20 augustus | 13:00       | 18:00          | Rio de Janeiro   | Montenegro  | 10–12     | Italië |

#### Vrouwen
| Olympiër | Onderdeel | Resultaat | Prestatie |
| --- | --------- | --------- | --- |
| Laura Teani Elisa Queirolo Roberta Bianconi Giulia Emmolo Rosaria Aiello Federica Radicchi Arianna Garibotti Giulia Gorlero Teresa Frassinetti Aleksandra Cotti Francesca Pomeri Chiara Tabani Tania Di Mario A | vrouwen   | Zilver    | groep A: 1ste W van Brazilië: 9-3 W van Australië: 8-7 W van Rusland: 10-5 kwartfinale: W van China: 12-7 halve finale: W van Rusland: 12-9 finale: V van Verenigde Staten: 5-12 |

| Groep A |           |             |             |             |            |            |            |        |
| #       | Land      | Wedstrijden | Wedstrijden | Wedstrijden | Doelpunten | Doelpunten | Doelpunten | Punten |
| #       | Land      | W           | G           | V           | V          | T          | Saldo      | Punten |
| 1       | Italië    | 3           | 0           | 0           | 27         | 15         | +12        | 6      |
| 2       | Australië | 2           | 0           | 1           | 31         | 15         | +16        | 4      |
| 3       | Rusland   | 1           | 0           | 2           | 23         | 31         | –8         | 2      |
| 4       | Brazilië  | 0           | 0           | 3           | 13         | 33         | –20        | 0      |

| Ronde        | Datum       | Lokale tijd | MEZT           | Plaats  | Land             | Score     | Land   |
| ------------ | ----------- | ----------- | -------------- | ------- | ---------------- | --------- | ------ |
| Groepsfase   |             |             |                |         |                  |           |        |
| 9 augustus   | 10:20       | 15:20       | Rio de Janeiro | Italië  | 9–3              | Brazilië  |        |
| 11 augustus  | 10:20       | 15:20       | Rio de Janeiro | Italië  | 8–7              | Australië |        |
| 13 augustus  | 10:20       | 15:20       | Rio de Janeiro | Rusland | 5–10             | Italië    |        |
| Kwartfinale  | 15 augustus | 19:40       | Rio de Janeiro | 00:40   | Italië           | 12–7      | China  |
| Halve finale | 17 augustus | 12:20       | Rio de Janeiro | 17:20   | Rusland          | 9–12      | Italië |
| Finale       | 19 augustus | 15:30       | Rio de Janeiro | 20:30   | Verenigde Staten | 12–5      | Italië |

### Wielersport
| Olympiër                                                            | Discipline               | Resultaat | Prestatie |
| Baan                                                                | Baan                     | Baan      | Baan |
| ------------------------------------------------------------------- | ------------------------ | --------- | --- |
| Elia Viviani                                                        | omnium (m)               | Goud      | scratch: 28 punten, 7e achtervolging: 36 punten, 3e afvalkoers: 40 punten, 1e tijdrit: 36 punten, 3e vliegende ronde: 38 punten, 2e puntenkoers: 29 punten, 5e totaal: 207 punten |
| Liam Bertazzo Simone Consonni Filippo Ganna Francesco Lamon         | ploegenachtervolging (m) | 6e        | kwalificatie: 5de in 3.59,708 1ste ronde: W' van China: 3.55,724 5-6de plek: V van Duitsland: 4.02,360                                                                            |
|                                                                     |                          |           | |
| Simona Frapporti Tatiana Guderzo Francesca Pattaro Silvia Valsecchi | ploegenachtervolging (v) | 6e        | kwalificatie: 7de in 4.25,543 1ste ronde: W van China: 4.22,964 5-6de plek: V van Australië: 4.28,368                                                                             |
| Mountainbike                                                        |                          |           | |
| Luca Braidot                                                        | mountainbike (m)         | 7e        | 1:36.25 |
| Marco Aurelio Fontana                                               | mountainbike (m)         | 20e       | 1:40.25 |
| Andrea Tiberi                                                       | mountainbike (m)         | 19e       | 1:39.33 |
|                                                                     |                          |           | |
| Eva Lechner                                                         | mountainbike (v)         | 18e       | 1:38.45 |
| Weg                                                                 |                          |           | |
| Damiano Caruso                                                      | tijdrit (m)              | 27e       | 1:19.46,53 |
| Fabio Aru                                                           | weg (m)                  | 6e        | 6:10.27 |
| Damiano Caruso                                                      | weg (m)                  | 40e       | 6:22.23 |
| Alessandro De Marchi                                                | weg (m)                  | 63e       | 6:30.10 |
| Vincenzo Nibali                                                     | weg (m)                  | DNF       | DNF |
| Diego Rosa                                                          | weg (m)                  | DNF       | DNF |
|                                                                     |                          |           | |
| Elisa Longo Borghini                                                | tijdrit (v)              | 5e        | 44.51,94 |
| Elisa Longo Borghini                                                | wegwedstrijd (v)         | Brons     | 3:51.27 (z.t., 3e) |
| Giorgia Bronzini                                                    | wegwedstrijd (v)         | 42e       | 4:01.33 |
| Elena Cecchini                                                      | wegwedstrijd (v)         | 20e       | 3:56.34 |
| Tatiana Guderzo                                                     | wegwedstrijd (v)         | 14e       | 3:53.46 |

### Worstelen
| Olympiër          | Discipline  | Resultaat   | Prestatie |
| Vrije stijl       | Vrije stijl | Vrije stijl | Vrije stijl |
| ----------------- | ----------- | ----------- | --- |
| Frank Chamizo     | –65kg (m)   | Brons       | kwalificatie: vrij 1ste ronde: W van ARM Safarjan: 3–1 kwartfinale: W van GEO Iakobisjvili: 4–3 halve finale: V van AZE Asgaraov: 4–7 bronzen finale: W van USA Molinaro: 5–3 |
| Grieks-Romeins    |             |             | |
| Daigoro Timoncini | –98kg (m)   | 12e         | kwalificatie: vrij 1ste ronde: V ARM Aleksanjan: 2–5 herkansingen: V van ROU Alexuc-Ciurariu: 0–3                                                                             |

### Zeilen
| Olympiër                        | Discipline   | Resultaat | Prestatie                                   |
| ------------------------------- | ------------ | --------- | ------------------------------------------- |
| Mattia Camboni                  | RS:X (m)     | 10e       | 137 punten: (11-13-4-37-37-9-10-21-3-3-5-1) |
| Francesco Marrai                | Laser        | 12e       | 109 punten: (39-11-18-5-22-11-5-1-23)       |
| Giorgio Poggi                   | Finn (m)     | 18e       | 111 punten: (11-4-16-11-18-15-7-19-11-18)   |
| Ruggero Tita Pietro Zucchetti   | 49er (m)     | 14e       | 120 punten: (7-20-19-11-5-8-10-9-6-7-10-19) |
|                                 |              |           |                                             |
| Flavia Tartaglini               | RS:X (v)     | 6e        | 71 punten: (12-1-5-1-1-4-1-12-10-9-5-6-16)  |
| Silvia Zennaro                  | Laser Radial | 22e       | 163 punten: (10-24-23-18-15-21-15-16-28-17) |
| Elena Berta Alice Sinno         | 470 (v)      | 19e       | 135 punten: (13-19-16-14-8-15-16-19-15-20)  |
| Francesca Clapcich Giulia Conti | 49erFX (v)   | 5e        | 82 punten: (3-7-7-6-10-8-15-13-5-6-4-7-6)   |
|                                 |              |           |                                             |
| Vittorio Bissaro Silvia Sicouri | Nacra 17 (g) | 5e        | 85 punten: (10-12-3-3-3-7-6-13-13-2-7-4-14) |

### Zwemmen
| Olympiër                                                                 | Discipline             | Resultaat | Prestatie                                                                      |
| ------------------------------------------------------------------------ | ---------------------- | --------- | ------------------------------------------------------------------------------ |
| Federico Bocchia                                                         | 50m vrije slag (m)     | 37e       | serie 11: 8ste in 22,54                                                        |
| Luca Dotto                                                               | 50m vrije slag (m)     | 9e        | serie 9: 3de in 21,87 halve finale 2: 6de in 21,84                             |
| Luca Dotto                                                               | 100m vrije slag (m)    | 13e       | serie 8: 4de in 48,47 halve finale 1: 7de in 48,49                             |
| Filippo Magnini                                                          | 100m vrije slag (m)    | 37e       | serie 5: 6de in 49,40                                                          |
| Marco Belotti                                                            | 200m vrije slag (m)    | 33e       | serie 2: 3de in 1.48,71                                                        |
| Andrea D'Arrigo                                                          | 200m vrije slag (m)    | 23e       | serie 3: 4de in 1.47,46 (4e)                                                   |
| Gabriele Detti                                                           | 400m vrije slag (m)    | Brons     | serie 7: 3de in 3.43,95 finale: 3de in 3.43,49                                 |
| Gabriele Detti                                                           | 1500m vrije slag (m)   | Brons     | serie 5: 3de in 14.48,68 finale: 3de in 14.40,86                               |
| Gregorio Paltrinieri                                                     | 1500m vrije slag (m)   | Goud      | serie 6: 1ste in 14.44,51 finale: 1ste in 14.34,57                             |
| Simone Sabbioni                                                          | 100m rugslag (m)       | 28e       | serie 3: 8ste in 54,91                                                         |
| Andrea Toniato                                                           | 100m schoolslag (m)    | 22e       | serie 5: 7de in 1.00,45                                                        |
| Luca Pizzini                                                             | 200 m schoolslag (m)   | 14e       | serie 5: 5de in 2.11,26 halve finale 1: 7de in 2.11,53                         |
| Piero Codia                                                              | 100m vlinderslag (m)   | 11e       | serie 4: 2de in 51,72 halve finale 1: 4de in 51,82                             |
| Matteo Rivolta                                                           | 100m vlinderslag (m)   | 25e       | serie 5: 6de in 52,67                                                          |
| Federico Turrini                                                         | 200m wisselslag (m)    | DNS       | DNS                                                                            |
| Luca Marin                                                               | 400 m wisselslag (m)   | 16e       | serie 4: 5de in 4.17,88                                                        |
| Federico Turrini                                                         | 400 m wisselslag (m)   | 20e       | serie 4: 6de in 4.18,39                                                        |
| Luca Dotto Luca Leonardi Marco Orsi Michele Santucci                     | 4x100 m vrije slag (m) | 9e        | serie 1: 3.14,22 (4e)                                                          |
| Marco Belotti Andrea D'Arrigo Gabriele Detti Alex Di Giorgio             | 4x200 m vrije slag (m) | 9e        | serie 1: 3de in 7.09,20                                                        |
| Piero Codia Luca Dotto Simone Sabbioni Andrea Toniato                    | 4x100 m wisselslag (m) | 11e       | serie 1: 5de in 3.34,85                                                        |
| Simone Ruffini                                                           | 10km open water (m)    | 6e        | 1:53.03,5                                                                      |
| Federico Vanelli                                                         | 10km open water (m)    | 7e        | 1:53.03,9                                                                      |
|                                                                          |                        |           |                                                                                |
| Silvia Di Pietro                                                         | 50m vrije slag (v)     | 17e       | serie 11: 7de in 24,89                                                         |
| Erika Ferraioli                                                          | 50m vrije slag (v)     | 34e       | serie 8: 4de in 25,40                                                          |
| Erika Ferraioli                                                          | 100 m vrije slag (v)   | 26e       | serie 3: 5de in 55,20                                                          |
| Federica Pellegrini VO                                                   | 100 m vrije slag (v)   | DNS       | DNS                                                                            |
| Alice Mizzau                                                             | 200m vrije slag (v)    | 24e       | serie 4: 6de in 1.59,16                                                        |
| 200 m vrije slag (v)                                                     | 200m vrije slag (v)    | 4e        | serie 4: 1ste in 1.56,37 halve finale 2: 3de in 1.55,42 finale: 4de in 1.55,18 |
| Diletta Carli                                                            | 400 m vrije slag (v)   | 27e       | serie 4: 8ste in 4.17,15                                                       |
| Alice Mizzau                                                             | 400 m vrije slag (v)   | 22e       | serie 3: 7de in 4.14,20                                                        |
| Martina De Memme                                                         | 800m vrije slag (v)    | DNS       | DNS                                                                            |
| Margherita Panziera                                                      | 200m rugslag (v)       | 17e       | serie 2: 6de in 2.10,92                                                        |
| Martina Carraro                                                          | 100m schoolslag (v)    | 20e       | serie 5: 7de in 1.07,56                                                        |
| Arianna Castiglioni                                                      | 100m schoolslag (v)    | 17e       | serie 5: 6de in 1.07,32                                                        |
| Ilaria Bianchi                                                           | 100m vlinderslag (v)   | 21e       | serie 5: 6de in 58,48                                                          |
| Stefania Pirozzi                                                         | 200m vlinderslag (v)   | 17e       | serie 4: 7de in 2.09,40                                                        |
| Alessia Polieri                                                          | 200m vlinderslag (v)   | 14e       | serie 2: 5de in 2.08,95 halve finale 2: 8ste in 2.09,35                        |
| Sara Franceschi                                                          | 200m wisselslag (v)    | 28e       | serie 5: 8ste in 2.15,61                                                       |
| Luisa Trombetti                                                          | 200m wisselslag (v)    | 22e       | serie 2: 4de in 2.14,66                                                        |
| Sara Franceschi                                                          | 400m wisselslag (v)    | 30e       | serie 2: 4de in 4.48,48                                                        |
| Luisa Trombetti                                                          | 400m wisselslag (v)    | 26e       | serie 3: 8ste in 4.45,52 (8e)                                                  |
| Silvia Di Pietro Erika Ferraioli Federica Pellegrini Aglaia Pezzato      | 4x100 m vrije slag (v) | 6e        | serie 1: 1ste in 3.35,90 finale: 6de in 3.36,78                                |
| Martina De Memme Chiara Masini Luccetti Alice Mizzau Federica Pellegrini | 4x200 m vrije slag (v) | 13e       | serie 1: 6de in 7.57,74                                                        |
| Ilaria Bianchi Arianna Castiglioni Federica Pellegrini Carlotta Zofkova  | 4x100 m wisselslag (v) | 8e        | serie 2: 4de in 3.59,09 finale: 8ste in 3.59,50                                |
| Rachele Bruni                                                            | 10km open water (v)    | Zilver    | 1:56.49,5                                                                      |